# Linus Sundström
Linus Sundström, född 28 oktober 1990, är en svensk tidigare speedwayförare från Avesta. Han är numera en tränare för SVEMO och hjälper ungdomar som håller på med Speedway. 